# 大切 (FUNKY MONKEY BABYSの曲)
「大切」(たいせつ）は、2010年5月12日発売のFUNKY MONKEY BABYSの13thシングル。

## 解説
- 映画『書道ガールズ!! わたしたちの甲子園』の主題歌。
- 映画で主演している成海璃子がジャケットおよび「大切」のPVに出演し、映画同様、書道のストーリーになっている。

## 収録曲
全曲　作詞：FUNKY MONKEY BABYS・川村結花、編曲：Naoki-T
ジャケットは成海璃子。

### 通常盤
1. 大切 (5:24)
  - 作曲：FUNKY MONKEY BABYS・川村結花・Naoki-T

ワーナー・ブラザース映画配給映画『書道ガールズ!! わたしたちの甲子園』主題歌。
2. キラキラ (4:30)
  - 作曲：FUNKY MONKEY BABYS・川村結花
3. 大切(instrumental) (5:23)
4. キラキラ(instrumental) (4:27)

### 初回限定盤
1. 大切
2. キラキラ
3. 大切(instrumental)
4. キラキラ(instrumental)

DVD
- 「大切」PV